# 金敏序
金敏序（1987年5月9日—），韓国女子羽毛球运动员。

## 簡歷
2010年，金敏序出戰澳洲羽毛球公開賽，分別夥拍李敬元和曹建雨贏得女雙和混雙冠軍。

## 主要比賽成績
只列出曾進入準決賽的國際賽事成績：
| 年份   | 賽事                 | 公開賽級別 | 項目     | 拍檔   | 成績   |
| ------ | -------------------- | ---------- | -------- | ------ | ------ |
| 2009年 | 韓國羽毛球國際挑戰賽 | 國際挑戰賽 | 女子雙打 | 嚴惠媛 | 準決賽 |
| 2010年 | 澳洲羽毛球大獎賽     | 大獎賽     | 女子雙打 | 李敬元 | 冠軍   |
| 2010年 | 澳洲羽毛球大獎賽     | 大獎賽     | 混合雙打 | 曹建雨 | 冠軍   |
| 2011年 | 德國羽毛球黃金大獎賽 | 黃金大獎賽 | 女子雙打 | 金荷娜 | 準決賽 |

| 2007-2017年 | 首要超級賽 | 超級賽 | 黃金大獎賽 | 大獎賽 | 國際挑戰賽 | 國際系列賽 | 未來系列賽 | 其他 |

| 2018-2026年 | 總決賽 | 超級1000賽 | 超級750賽 | 超級500賽 | 超級300賽 | 超級100賽 | 國際挑戰賽 | 國際系列賽 | 未來系列賽 | 其他 |